# 凱特林 (馬里蘭州)
凱特林（英語：Kettering）是位於美國馬里蘭州佐治王子縣的一個普查規定居民點。

## 人口
根據2020年美國人口普查的數據，凱特林的面積為14.28平方千米，當中陸地面積為14.23平方千米，而水域面積為0.05平方千米。當地共有人口14424人，而人口密度為每平方千米1,010.08人。